# Wet van superpositie

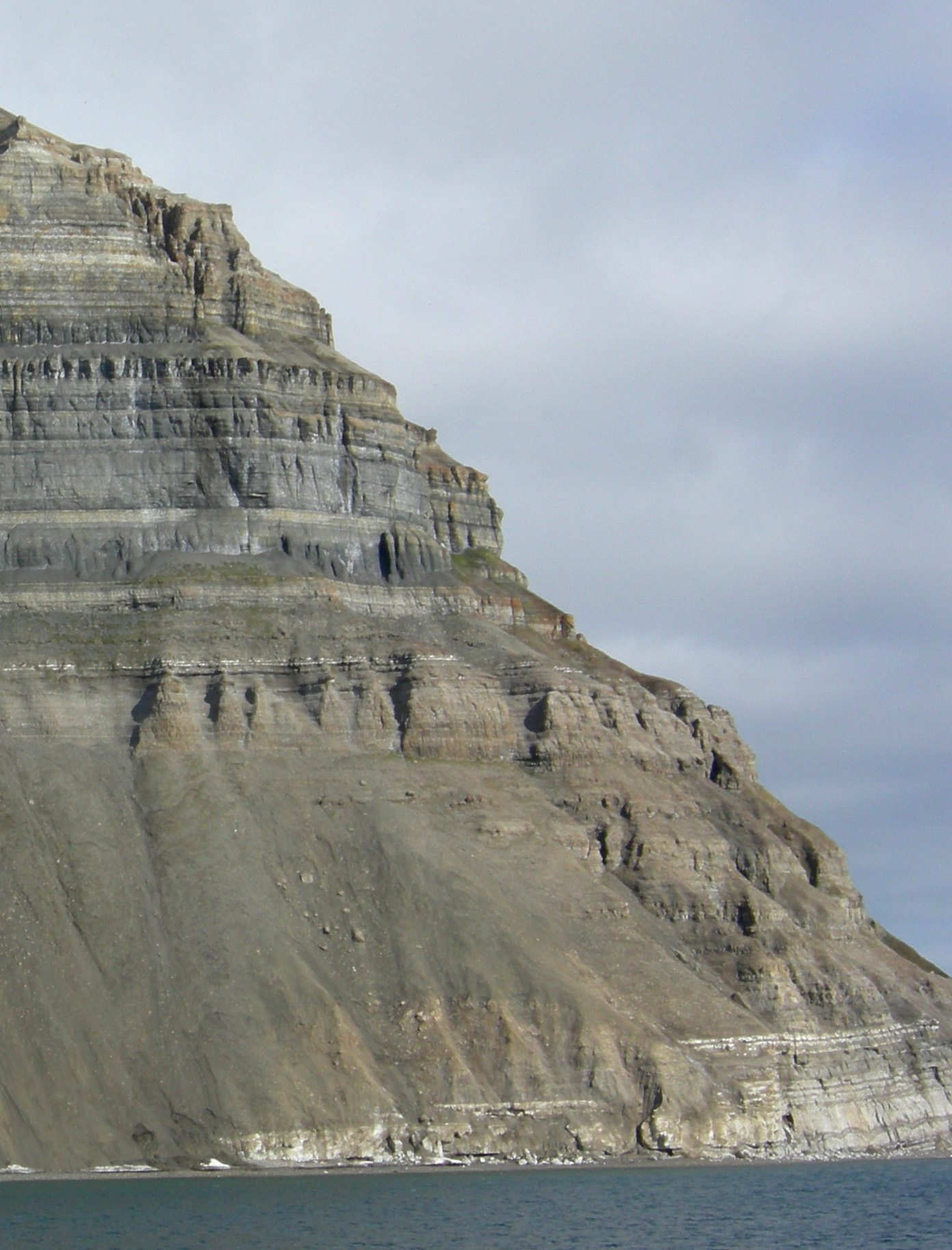
Sedimentaire gesteentelagen in de noordelijke zijde van de Isfjord op Spitsbergen

De wet van de superpositie of het eerste principe van Steno is een basisbegrip uit de geologie. De lagen (sedimenten) in de bodem zijn zo gerangschikt dat de oudste lagen onderop liggen, en de jongste lagen boven, tenzij een later proces deze volgorde heeft verstoord.
Deze wet is een axioma dat aan de basis staat van niet alleen de geologie, maar ook de archeologie en andere gebieden die zich bezighouden met stratigrafie.
Sedimenten zijn altijd horizontaal afgezet, en aangezien het ene sediment op het andere wordt afgezet, liggen de oudste-sedimenten onderaan. Indien deze uitspraak niet overeenkomt, dan is er iets gebeurd. Zo kunnen sedimenten ook geplooid worden of schuin komen te liggen. Na een gebeurtenis komen veel gesteentes aan het oppervlak liggen en worden ze geërodeerd.  Daarna kunnen ze bedekt worden door nieuwe gesteentes. De grens tussen oude en nieuwe gesteentes, en dus ook de erosiefase zie je als een scherpe grens : de discordantie.
Deze wet is voor het eerst voorgesteld in de 17e eeuw door de Deense wetenschapper Nicolaus Steno.